# Dorota Kotas
Dorota Kotas (ur. 1994) – polska pisarka, laureatka Nagrody Literackiej Gdynia.  

## Życiorys
Uczyła się w Gimnazjum nr 2 w Garwolinie, następnie w I Liceum Ogólnokształcącym im. Marszałka J. Piłsudskiego w Garwolinie, jako licealistka zajęła II miejsce w konkursie literackim z języka polskiego w II Powiatowej Lidze Przedmiotowej Szkół Ponadgimnazjalnych. Studiowała socjologię stosowaną oraz antropologię społeczną na Uniwersytecie Warszawskim. Tytuł licencjata na filologii polskiej UW uzyskała w 2016. Robiła także specjalizację z animacji kultury w Instytucie Kultury Polskiej tegoż uniwersytetu. Angażowała się m.in. w liczne projekty teatralne, np. wystąpiła w spektaklu Modlitwa. Teatr powszechny. Mieszka w Warszawie, w dzielnicy Mirów.

## Nagrody
- wyróżnienie w konkursie Polskiego Radia pod hasłem „Moja niepodległość”[11]
- laureatka konkursu Stowarzyszenia Filmowego Dziki Bez na tekst dotyczący różnorodności „Palma warszawska. Drzewo poznania swojego i obcego”[2]
- II nagroda w konkursie QUEERTY za tekst Miasto homogenizowane o społeczności LGBT+ w małych polskich miastach[12][2]
- 1. miejsce w konkursie dla młodych dziennikarzy im. Zygmunta Moszkowicza[7][2] za tekst Mały czarny tekst z cukrem, mlekiem i ogórkiem, czyli: ludzie są najgorsi, opublikowany w „Nowych Peryferiach” (2018)[13]
- Nagroda Literacka Gdynia za powieść Pustostany (2020)[14]
- Nagroda Conrada za powieść Pustostany (2020)[15]

## Twórczość
Debiutowała powieścią Pustostany, którą opublikowała w wydawnictwie Niebieska Studnia w grudniu 2019 (według innego źródła książka ukazała się 17 stycznia 2020), którą wydawca określił następująco: To surrealistyczna historia o mieszkaniu w starym domu w Warszawie – w strasznie dziwnym mieście. W kwietniu 2021 ukazała się druga książka autorki – Cukry wydane nakładem Wydawnictwa Cyranka. W 2022 r. napisała opowiadanie inspirowane filmem Głębia wytwórni Disney i Pixar, zawarte w zbiorze (15) uważnych opowieści opublikowanym przez Wydawnictwo Olesiejuk. Jest autorką wstępu do wydanego w 2023 nowego tłumaczenia Orlanda Virginii Woolf (Wydawnictwo Literackie). W maju 2023 opublikowała trzecią książkę pt. Czerwony Młoteczek.